# Alexander Schulze (Handballspieler)
Alexander Schulze (* 28. Oktober 1997) ist ein deutscher Handballspieler. Seine Körpergröße beträgt 1,90 m. Schulze bekleidet die Position als linker Außenspieler.
Schulze spielte seit der Jugend für den Drittligisten TuS 04 Kaiserslautern-Dansenberg. Im Januar 2020 erhielt er ein Zweitspielrecht beim Bundesligisten TVB 1898 Stuttgart. In der Bundesliga wurde Schulze vom TVB erstmals am 2. Februar 2020 im Auswärtsspiel beim TBV Lemgo eingesetzt.
Zur Saison 2020/21 endete sein Zweitspielrecht für Kaiserslautern-Dansenberg und Schulze rückte ganz in den Kader des TVB Stuttgart auf. Im Sommer 2022 wechselte er zum Bundesligaaufsteiger ASV Hamm-Westfalen. 2023 trat er mit dem ASV Hamm-Westfalen den Gang in die Zweitklassigkeit an. Im Sommer 2024 wechselte er zum Ligakonkurrenten TuS N-Lübbecke.

## Sonstiges
Schulze hat eine Ausbildung zum Industriemechaniker abgeschlossen. Seit dem Wintersemester 2021 studiert er an der Deutsche Hochschule für Prävention und Gesundheitsmanagement im dualen Bachelor-Studiengang Sportökonomie.